# Chìa vôi vàng phương Tây
Chìa vôi vàng phương Tây hay Chìa vôi đầu lục (tên khoa học Motacilla flava) là một loài chim trong họ Chìa vôi.
Loài chim này sinh sản trong nhiều khu vực ôn đới của châu Âu và châu Á. Nó cư trú trong các khu vực ôn hòa trong phạm vi phân bố của nó, chẳng hạn như Tây Âu, nhưng phía bắc và quần thể phía đông di chuyển đến Phi và Nam Á.
Chìa vôi vàng dài khoảng 15–16 cm và có cái đuôi ve vẩy liên tục đặc trưng của chi. 

## Hình ảnh

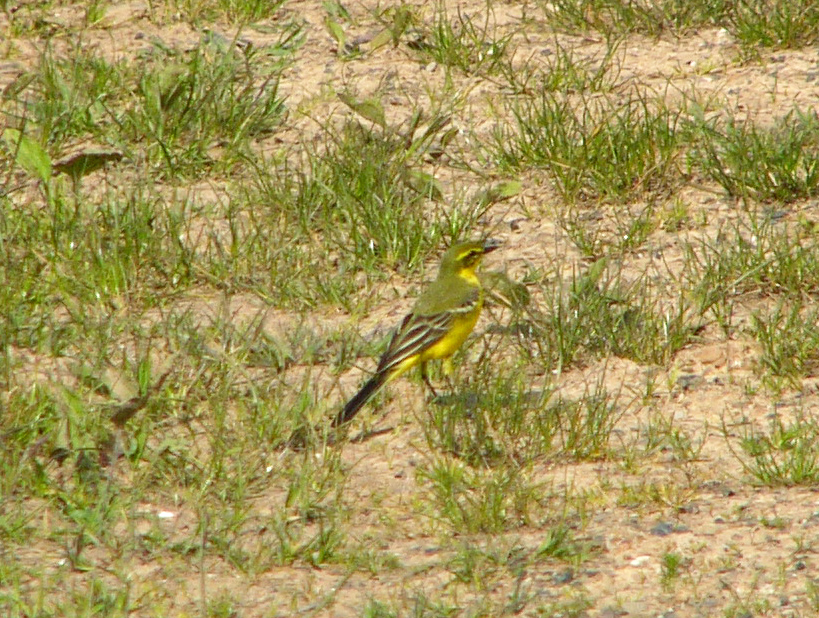
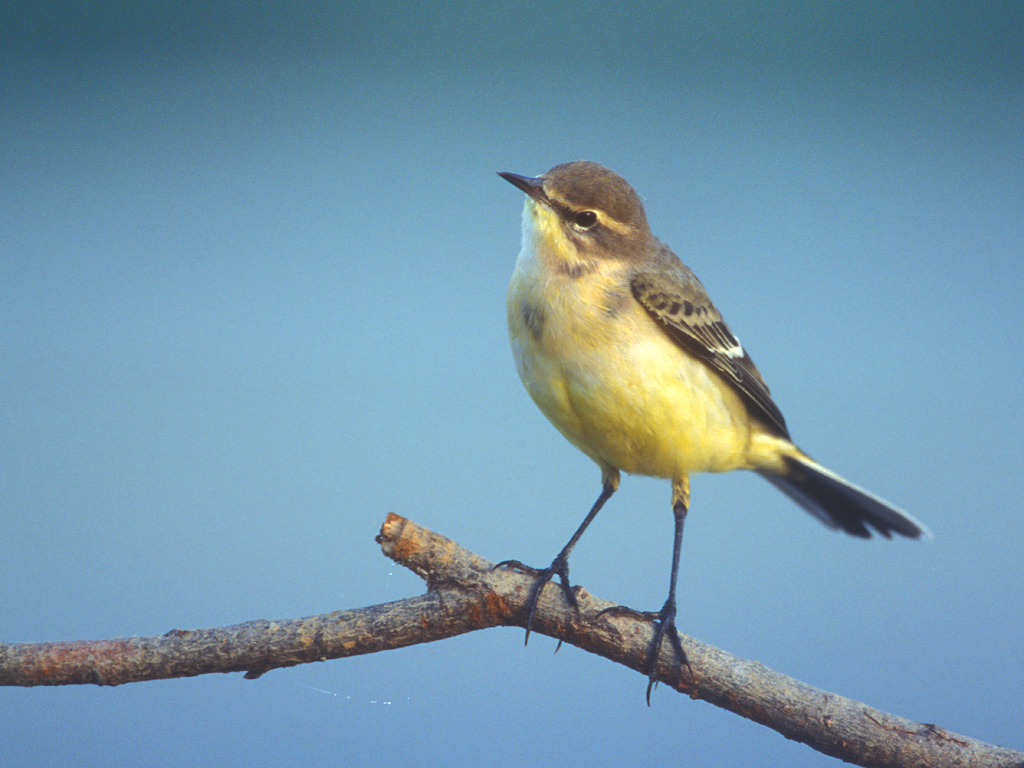
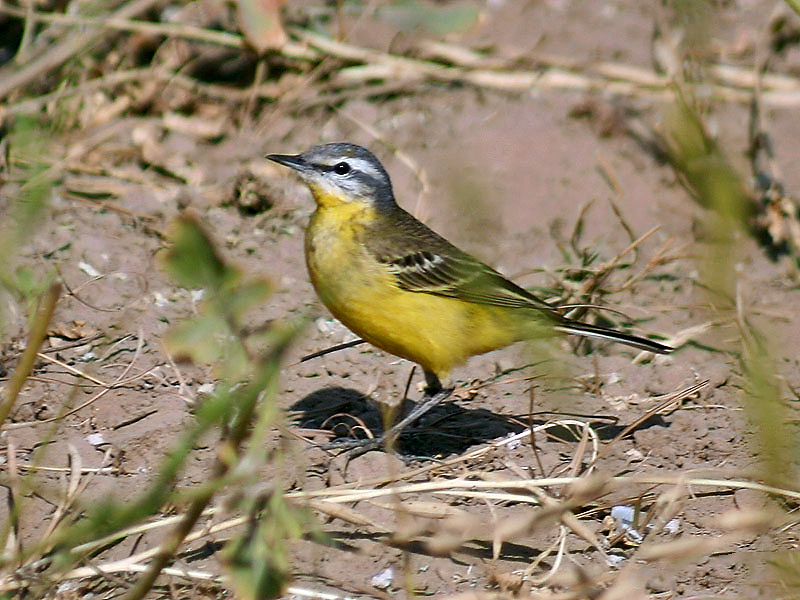
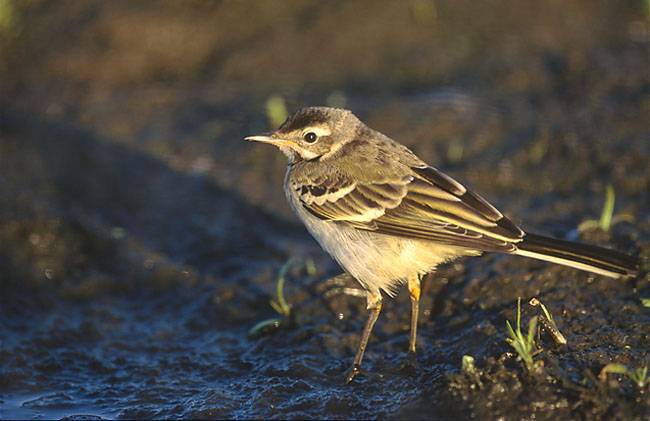
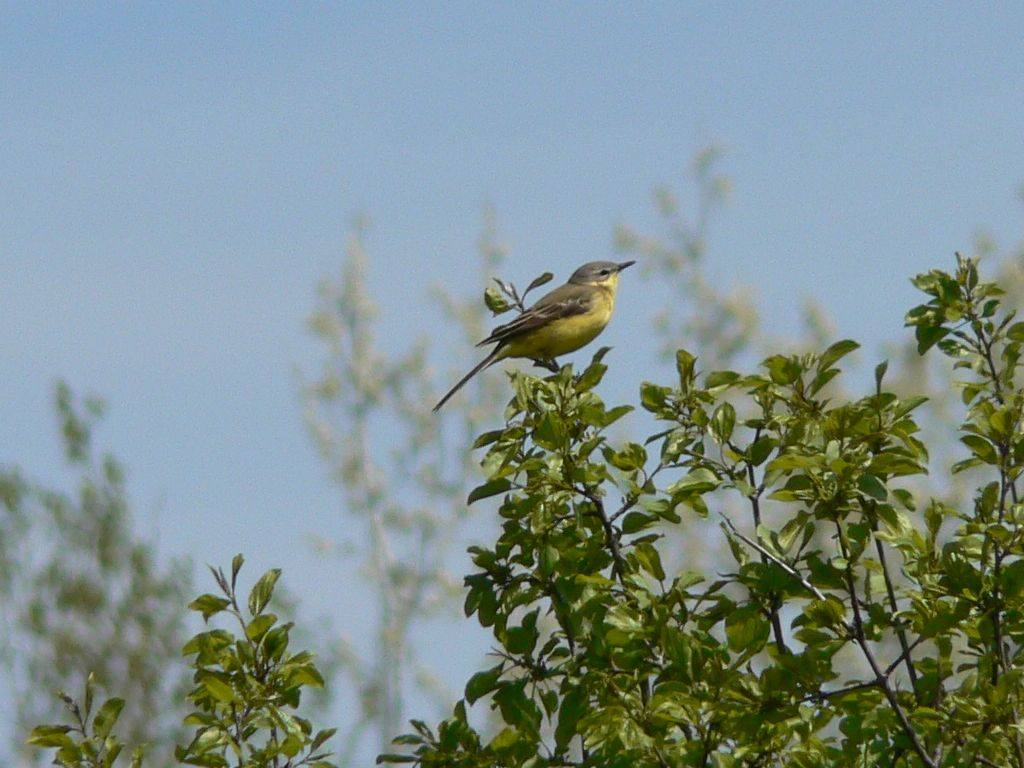
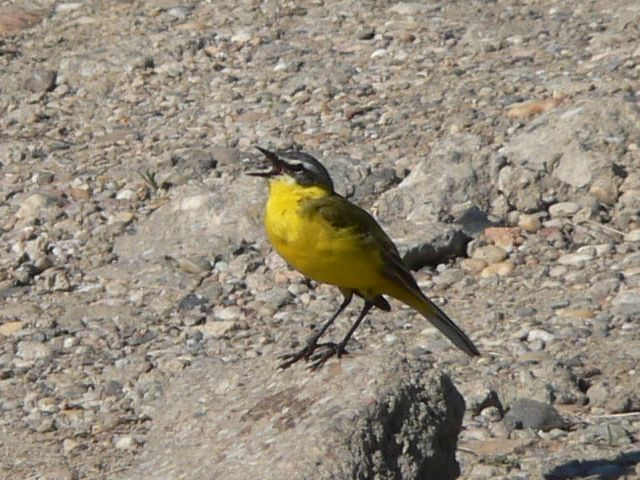
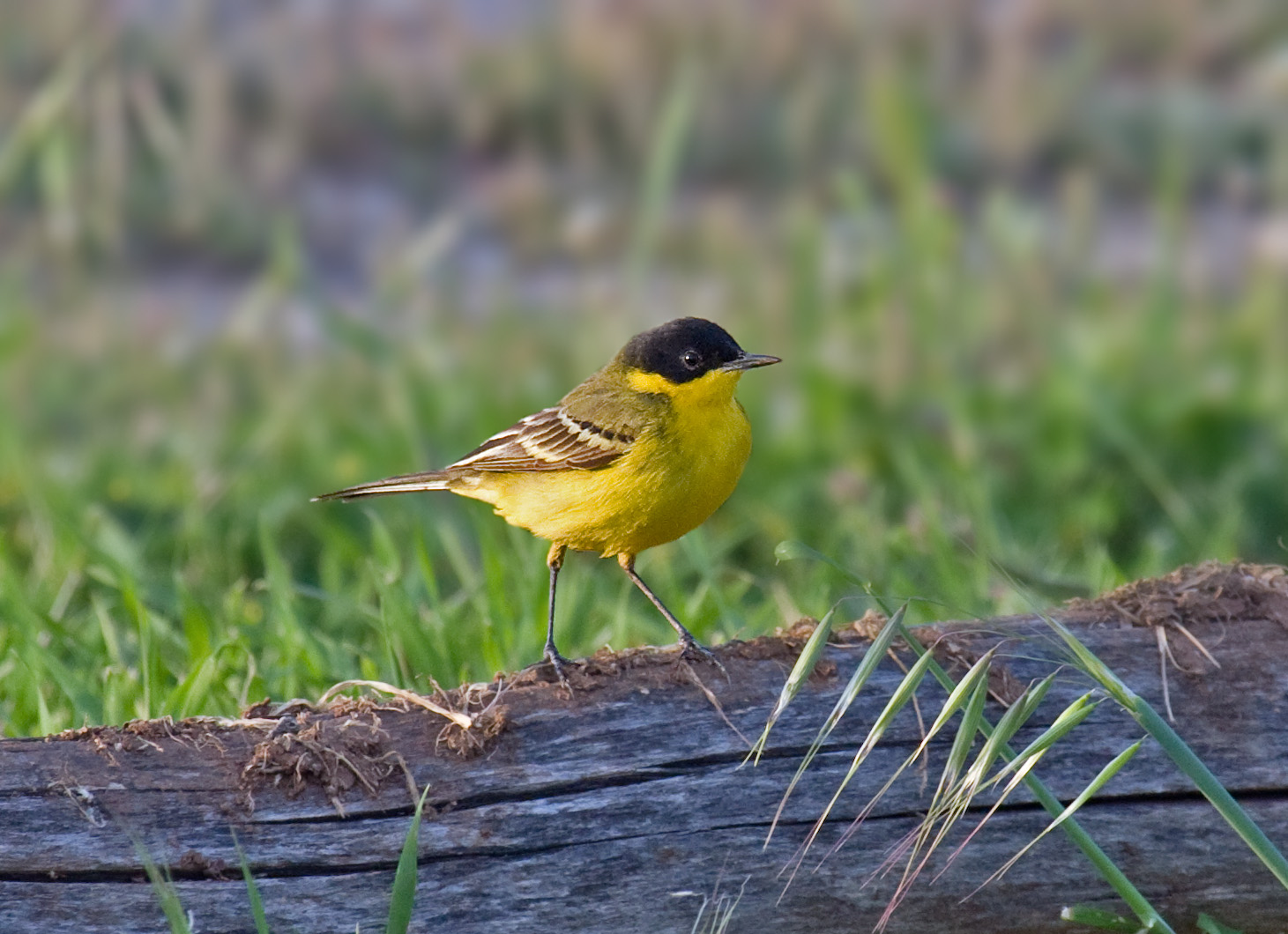
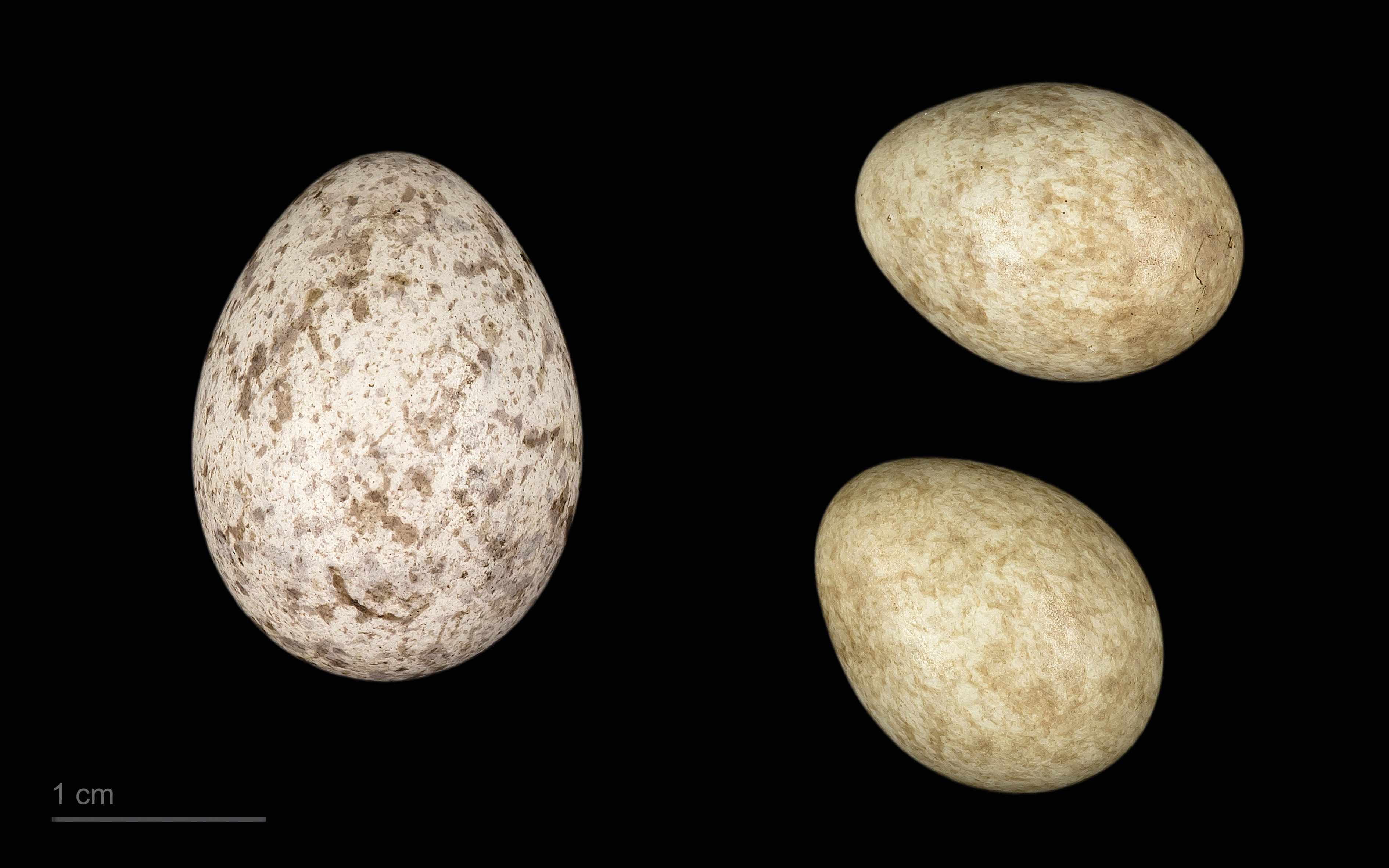
Cuculus canorus canorus + Motacilla flava